# Heilles
Heilles és un municipi francès, situat al departament de l'Oise i a la regió dels Alts de França. L'any 2007 tenia 589 habitants.

## Demografia

### Població
El 2007 la població de fet de Heilles era de 589 persones. Hi havia 212 famílies de les quals 36 eren unipersonals (8 homes vivint sols i 28 dones vivint soles), 68 parelles sense fills, 92 parelles amb fills i 16 famílies monoparentals amb fills.
La població ha evolucionat segons el següent gràfic:
Habitants censats

### Habitatges
El 2007 hi havia 251 habitatges, 219 eren l'habitatge principal de la família, 18 eren segones residències i 14 estaven desocupats. 248 eren cases i 3 eren apartaments. Dels 219 habitatges principals, 201 estaven ocupats pels seus propietaris, 16 estaven llogats i ocupats pels llogaters i 2 estaven cedits a títol gratuït; 1 tenia una cambra, 5 en tenien dues, 33 en tenien tres, 71 en tenien quatre i 110 en tenien cinc o més. 162 habitatges disposaven pel capbaix d'una plaça de pàrquing. A 59 habitatges hi havia un automòbil i a 145 n'hi havia dos o més.

### Piràmide de població
La piràmide de població per edats i sexe el 2009 era:
| Homes | Edats   | Dones |
| ----- | ------- | ----- |
| 0     | 95 o +  | 4     |
| 0     | 90 a 94 | 0     |
| 0     | 85 a 89 | 0     |
| 0     | 80 a 84 | 4     |
| 8     | 75 a 79 | 8     |
| 4     | 70 a 74 | 16    |
| 8     | 65 a 69 | 0     |
| 4     | 60 a 64 | 4     |
| 8     | 55 a 59 | 12    |
| 32    | 50 a 54 | 20    |
| 40    | 45 a 49 | 20    |
| 24    | 40 a 44 | 28    |
| 16    | 35 a 39 | 28    |
| 32    | 30 a 34 | 36    |
| 8     | 25 a 29 | 12    |
| 16    | 20 a 24 | 28    |
| 12    | 15 a 19 | 12    |
| 28    | 10 a 14 | 24    |
| 32    | 5 a 9   | 16    |
| 28    | 0 a 4   | 24    |

## Economia
El 2007 la població en edat de treballar era de 427 persones, 308 eren actives i 119 eren inactives. De les 308 persones actives 287 estaven ocupades (159 homes i 128 dones) i 21 estaven aturades (9 homes i 12 dones). De les 119 persones inactives 43 estaven jubilades, 39 estaven estudiant i 37 estaven classificades com a «altres inactius».

### Ingressos
El 2009 a Heilles hi havia 224 unitats fiscals que integraven 622,5 persones, la mediana anual d'ingressos fiscals per persona era de 20.833 €.

### Activitats econòmiques
Dels 12 establiments que hi havia el 2007, 1 era d'una empresa de fabricació d'altres productes industrials, 6 d'empreses de construcció, 1 d'una empresa de comerç i reparació d'automòbils, 1 d'una empresa d'hostatgeria i restauració, 2 d'empreses d'informació i comunicació i 1 d'una empresa classificada com a «altres activitats de serveis».
Dels 6 establiments de servei als particulars que hi havia el 2009, 1 era un guixaire pintor, 1 fusteria, 1 lampisteria, 1 electricista, 1 perruqueria i 1 restaurant.
L'any 2000 a Heilles hi havia 4 explotacions agrícoles.

## Equipaments sanitaris i escolars
El 2009 hi havia una escola elemental integrada dins d'un grup escolar amb les comunes properes formant una escola dispersa.

## Poblacions més properes
El següent diagrama mostra les poblacions més properes.